# Gary Trent
Gary Dajaun Trent, Sr. (Columbus, Ohio, 22 de septiembre de 1974) es un exjugador de baloncesto estadounidense que militó en la NBA desde 1995 hasta 2004. Con 2,03 metros de estatura, jugaba en la posición de ala-pívot. 
Es el padre del también jugador profesional Gary Trent Jr.

## Carrera

### Universidad
Trent comenzó jugando en el Instituto Hamilton Township, donde en su temporada sénior tuvo un 82% en tiros de campo, récord nacional. Posteriormente jugó tres años en la Universidad de Ohio, finalizando su carrera con promedios de 22.7 puntos, 11,3 rebotes, 2 asistencias y 11,0 tapones, 34,8 minutos de juego y un 57.3% en tiros de campo en 93 partidos. Fue nombrado jugador del año de la Mid-American Conference en tres ocasiones, liderando todos esos años la conferencia en anotación (19, 25,4 y 22,9 puntos por partido respectivamente). Junto con Ron Harper es el único jugador en la historia de la MAC en conseguir 2000 puntos y 1000 rebotes; finalizó con 2108 puntos y 1050 rebotes, siendo conocido como el “Shaq de la MAC” por Sports Illustrated. 
Durante su año júnior fue finalista del Wooden Award, estableciendo récords en Ohio de 423 rebotes totales en una temporada y de 293 tiros libres intentados. En 1994 y 1995 fue nombrado All-American, declarándose elegible para el Draft de la NBA de 1995.

### Profesional

#### NBA
Milwaukee Bucks le eligió en dicho draft en la 11.ª posición, siendo inmediatamente traspasado a Portland Trail Blazers por su elección Shawn Respert. En su primera temporada en la liga promedió 7.5 puntos y 3.4 rebotes en 69 partidos, 10 como titular. Tras dos temporadas y media en los Blazers, fue traspasado a Toronto Raptors junto con Kenny Anderson, Alvin Williams y dos primeras rondas a cambio de Damon Stoudamire, Walt Williams y Carlos Rogers. En los Raptors solo disputó 13 encuentros, firmando unos sólidos números: 12.2 puntos y 8 rebotes por partido en 27.3 minutos de juego. El 23 de enero de 1999 firmó como agente libre con Dallas Mavericks, pasando en la franquicia las tres siguientes campañas. En su primer año en los Mavericks realizó la mejor temporada de su carrera, tras promediar 16 puntos, 7.8 rebotes, 1.7 asistencias y 30.3 minutos de juego por noche.
El 2 de octubre de 2001 fichó por Minnesota Timberwolves, disputando sus tres últimas temporadas como profesional en la NBA. En su estancia en los Timberwolves sus minutos decrecieron en demasía y su aportación era cada vez más baja. Posteriormente ficharía como agente libre por Chicago Bulls, aunque sin llegar a jugar ningún partido oficial.
Durante su carrera en la NBA disputó 28 partidos de playoffs, promediando 3.1 puntos y 1.5 rebotes en 8.3 minutos por encuentro.

#### Europa
De cara a la 2004-05 se marchó a Grecia al Panellinios B.C., moviéndose a finales de 2005 al Lottomatica Roma italiano, y volviendo al Panellinios BC, de cara a la 2006–07.